# ゴルフダイジェスト・オンライン
ゴルフダイジェスト・オンラインは、東京都品川区に本社を置き、ゴルフメディアを運営する日本の企業。
2023年03月時点の会員数は551万人。
ゴルフ情報を発信するメディアを核にゴルフ場予約、ゴルフ用品販売を主な収益源とする。ゴルフ場予約の提携コース数は国内外で2,000コース以上（2019年02月現在）。ゴルフ用品販売も世界一の品揃えを誇り、ゴルフレッスン事業やニュース配信なども行う。GDOの愛称で親しまれている。

## 沿革
2000年-2009年
- 2000年05月 - 石坂信也が従兄の経営する株式会社ゴルフダイジェスト社から出資を受け、1人で株式会社ゴルフダイジェスト・オンラインを創業[1][2][3]
- 2001年01月 - ゴルフ用品販売サイト『GDOSHOP.com』オープン
- 2004年04月 - 東証マザーズに上場
- 2006年03月 - 虎ノ門に本社移転
- 2007年05月 - テレビ東京ゴルフダイジェスト・オンラインLLC合同会社設立（2009年11月解散）
- 2007年08月 - 中古ゴルフクラブの買取・販売「ゴルフパラダイス」を運営する株式会社エイコーを子会社化
- 2007年10月 - 株式会社エイコーを株式会社ゴルフパラダイスに商号変更
- 2008年10月23日 ニンテンドーDS用ソフト『100切りゴルフDS』が発売された。
- 2009年10月 - 株式会社ゴルフパラダイスを吸収合併

2010年-2019年
- 2010年03月 - 株式会社インサイト（非上場）の株式を取得し子会社化
- 2012年07月 - 連結子会社インサイトを吸収合併
- 2014年02月 - 「GDOスコア管理アプリ」を提供開始
- 2014年09月 - 中古ゴルフショップ全店を「ゴルフガレージbyGDO」へブランド変更
- 2015年02月 - 「ゴルフ場かんたん電話予約」アプリ iPhone・Android版をリリース
- 2015年05月 - 市場選択制度により、東証2部に市場変更
- 2015年09月 - 東証1部に指定替え
- 2016年05月 - 第1回ホワイト企業アワード「東日本特別賞」「東日本ワークライフバランス部門賞」を受賞
- 2016年11月 - 品川区に本社移転
- 2016年11月 - ジュニア専門のゴルフスクール「KIDS GOLF by GDO」を子会社化
- 2017年03月 - 第2回ホワイト企業アワード 「労働時間削減部門大賞」受賞
- 2017年04月 - 新メディア「BRUDER（ブルーダー）」をリリース
- 2017年08月 - 国内最大級ゴルフSHOPアプリ「GDO GOLF SHOP for smart phone」を開始
- 2017年12月 - 米国ARCCOS社と日本国内での独占代理店契約を締結
- 2018年07月 - アメリカNo.1のゴルフレッスンチェーン運営GolfTEC Enterprises LLCを子会社化
- 2018年09月 - トップトレーサー・レンジの日本導入を開始
- 2019年03月 - 「第４回ホワイト企業アワード」最優秀賞を受賞
- 2019年09月 - 「茅ヶ崎ゴルフ場利活用事業」の事業者公募で GDOが優先交渉権者に選定

2020年-
- 2020年02月 - 新型コロナウイルス感染症拡大に伴う対策としてテレワークを全面導入
- 2020年08月 - 茅ヶ崎ゴルフ倶楽部の運営継続を決定
- 2020年12月 - 『EVEN オブ・ザ・イヤー 2020』茅ヶ崎ゴルフ倶楽部がコース・オブ・ザ・イヤーを受賞
- 2021年01月 - 「茅ヶ崎ゴルフ場運営事業者募集」における本契約を締結。2026年3月末までの５年間運営継続が決定

## テレビ番組
- 日経スペシャル ガイアの夜明け 起業するDNA～名門エリートたちの野望～（2004年6月1日、テレビ東京）[4]